# Bogislav Tauentzien von Wittenberg
Friedrich Heinrich Bogislav Graf Tauentzien von Wittenberg (* 10. Juli 1789 in Berlin; † 6. November 1854 in Trier) war ein preußischer Generalmajor und Kommandeur der 16. Kavallerie-Brigade sowie Ritter des Johanniterordens.

## Leben

### Herkunft
Friedrich war der Sohn des Generals Bogislav Tauentzien von Wittenberg (1760–1824) und dessen zweiter Ehefrau Luise Friederike Juliane, geborene von Arnstedt (* 4. Januar 1760; † 25. März 1840). Seine Schwester aus der ersten Ehe des Vaters Henriette Elisabeth Johanna Ulrike (1785–1859) war mit dem Generalleutnant Gustav Leopold Graf von Hake (1776–1838) verheiratet.

### Militärkarriere
Tauentzien besuchte ab 1801 die École militaire in Berlin und wurde am 19. Oktober 1802 als Standartenjunker in das Regiment der Gardes du Corps aufgenommen mit der Erlaubnis, weiterhin an der École studieren zu können. Am 10. Dezember 1804 trat er seinen Dienst im Regiment an und avancierte bis August 1806 zum Sekondeleutnant. Während des Vierten Koalitionskrieges kämpfte er in der Schlacht bei Auerstedt, der Kanonade von Gollau sowie den Gefechten bei Königsberg und Bartenstein.
Nach dem Frieden von Tilsit wurde sein Patent als Sekondeleutnant auf den 15. Mai 1806 vordatiert und Tauentzien am 21. September 1809 zum Premierleutnant befördert. Bis Mitte Juni 1813 stieg er zum Rittmeister auf. Während der Befreiungskriege kämpfte Tauentzien in den Schlachten bei Großgörschen, Bautzen, Leipzig und im Gefecht bei Haynau. In der Zeit wurde er am 19. Januar 1814 mit dem schwedischen Schwertorden ausgezeichnet, am 21. April 1814 mit Patent vom 26. Juli 1814 zum Major befördert und am 3. Juni 1814 gemeinsam mit seinem Vater in den preußischen Grafenstand erhoben.
Nach dem Krieg erhielt Tauentzien am 13. Januar 1816 das Eiserne Kreuz II. Klasse des Oberst Graf von Schwerin  und am 10. Dezember 1816 den Orden der Heiligen Anna II. Klasse in Diamanten. Am 13. Juli 1817 kam er als etatsmäßiger Stabsoffizier in das 4. Kürassier-Regiment, wurde am 8. Dezember 1818 dem Regiment sowie am 30. März 1823 dem 7. Kürassier-Regiment aggregiert. Am 18. Juni 1825 wurde Tauentzien mit Patent vom 28. Juni 1825 zum Oberstleutnant befördert und mit dem Dienstkreuz ausgezeichnet. Am 5. März 1827 beauftragte man ihn mit der Führung des 8. Kürassier-Regiment. Unter gleichzeitiger Beförderung zum Oberst wurde er am 30. März 1830 zum Regimentskommandeur ernannt. Daran schloss sich am 30. März 1837 unter Beförderung zum Generalmajor die Ernennung zum Kommandeur der 16. Kavallerie-Brigade in Trier an. Am 11. September 1838 erhielt er den Roten Adlerorden III. Klasse mit Schleife, bevor Tauentzien am 24. März 1841 mit der gesetzlichen Pension zur Disposition gestellt wurde. Am 17. Februar 1850 erhielt er seinen Abschied mit seiner bisherigen Pension.
Er starb unverheiratet am 6. November 1854 in Trier. Mit seinem Tod erlosch der gräfliche Zweig des Geschlechts von Tauentzien wieder.